# Scleria testacea
Scleria testacea là loài thực vật có hoa trong họ Cói. Loài này được Nees ex Kunth miêu tả khoa học đầu tiên năm 1837.

## Hình ảnh

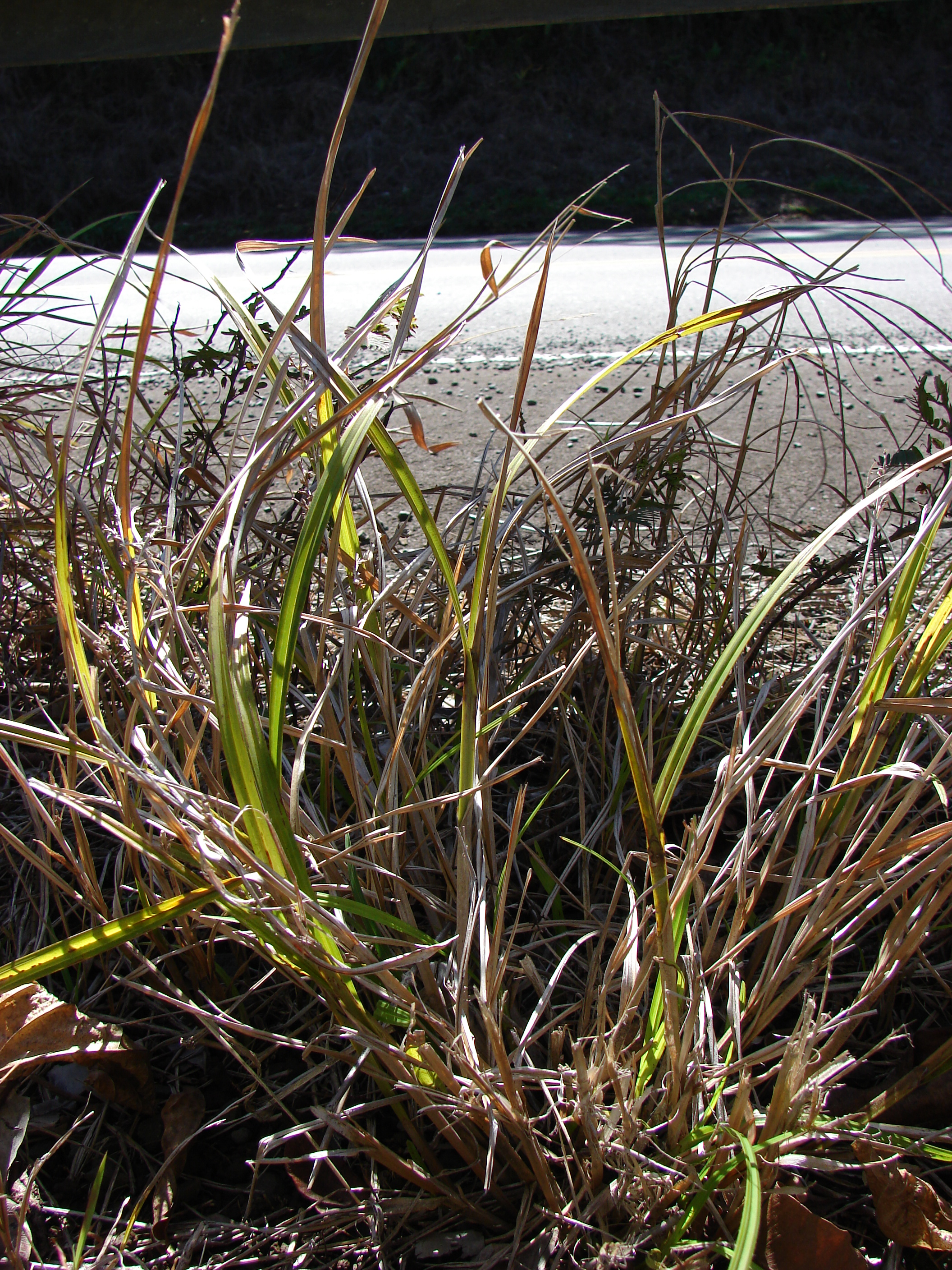
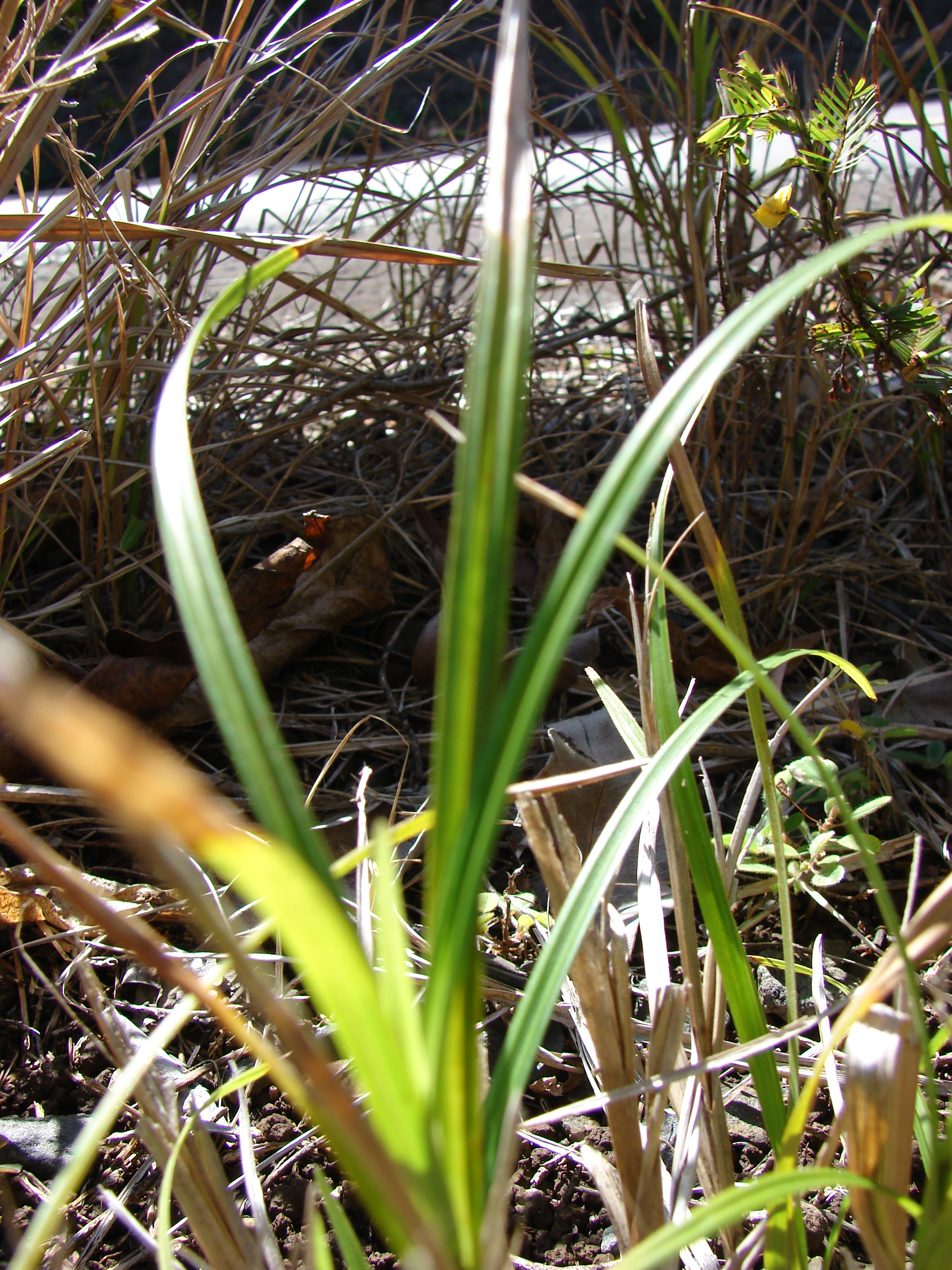
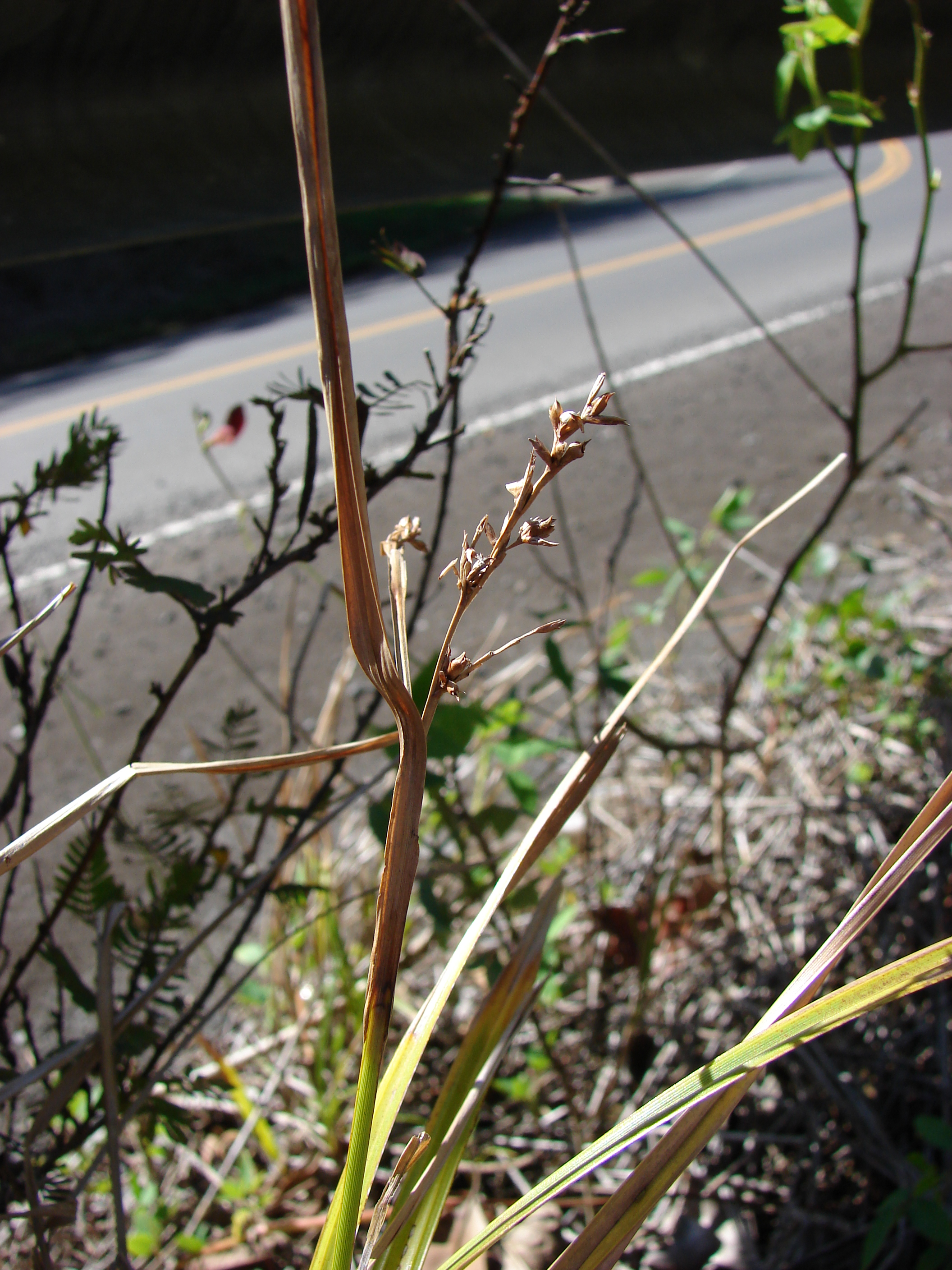
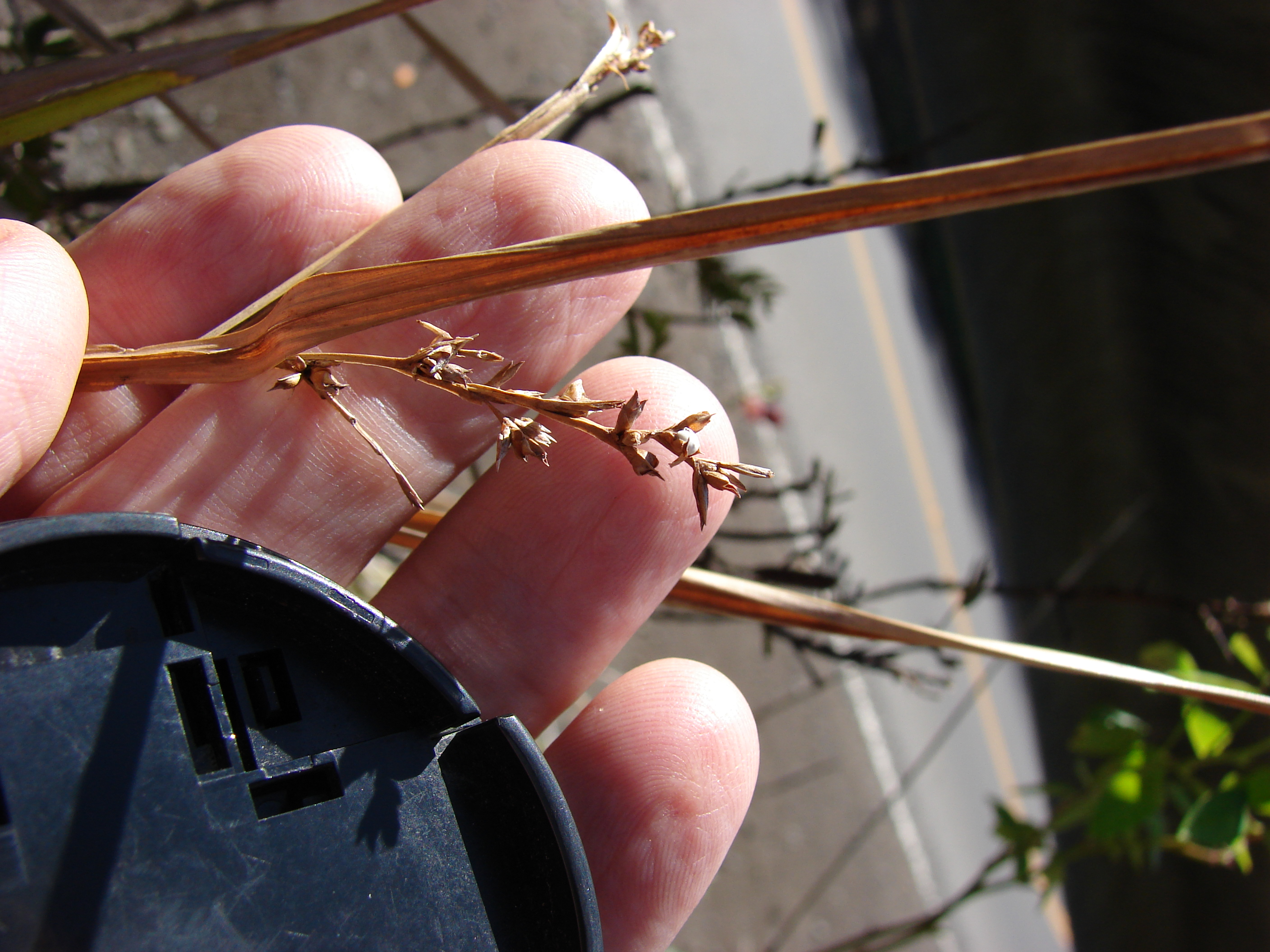